# 컴퓨터 파일

계층적으로 구분되는 파일과 폴더

컴퓨터 파일(computer file, 순화어: 기록철)은 컴퓨터 등의 기기에서 의미가 있는 정보를 담는 논리적인 단위이다.
하드디스크, CD, DVD 등 저장매체에 대하여 추상화된 정보 단위이다. 운영체제는 파일 조작에 관련된 기능을 API로 제공한다. 일반적으로 파일의 이름과 확장자로 식별하며, 운영 체제에 따라 대소문자를 구별하거나 구별하지는 않는다.

## 역사
"파일"이라는 낱말은 1952년 일찍이 천공 카드에 저장된 정보를 가리키는 뜻으로 컴퓨터 기억 장치 환경에 나타났다. 이용 초기에 사람들은 콘텐츠라기 보다는 뒷받침하는 하드웨어 자체를 가리키는 개념에서 파일이라는 용어를 사용하였다. 이를테면 IBM 350 디스크 드라이브는 "디스크 파일"이라고 불렸다. 1962년의 CTSS(호환 시분할 시스템)와 같은 시스템은 여러 개의 파일들을 하나의 기억 장치에 제공하였던 파일 시스템을 선보였는데 이것이 현대의 용어로 자리잡게 한 주도적 역할을 하였다. CTSS에서의 파일 이름은 사용자가 인지할 수 있는 기본 이름(primary name)과 파일 형태를 가리키는 두 번째 이름(secondary name), 이렇게 두 부분으로 나뉘었다. 오늘날 마이크로소프트 윈도우를 비롯한 여러 운영 체제에서 이러한 전통은 이어지고 있다. 현재의 용어 레지스터 파일이 파일의 초기 개념을 보여주고 있으나 점차 이러한 개념은 사라지고 있다.

## 이용
운영 체제와 그에 수반되는 파일 시스템에 따라 프로그램이 파일을 이용하는 방식이 다를 수 있지만 다음의 기능이 일반적으로 활용된다:
- 주어진 이름으로 파일을 만든다.
- 파일에 접근할 수 있는 권한에 관한 특성을 설정한다.
- 파일을 열어 콘텐츠를 사용한다.
- 콘텐츠를 읽거나 새로 고친다.
- 새로 고친 콘텐츠를 안정적인 기억 장소로 위임한다.
- 다시 열릴 때까지 접근을 못하게 하기 위해 파일을 닫아 둔다.

## 종류
파일의 종류는 다음과 같다.
- 텍스트 파일
- 바이너리 파일(이진 파일)

텍스트 파일은 ASCII나 유니코드로 이루어진다. 보통 텍스트 파일들은 메모장으로 읽을 수 있다.
이진 파일은 0 또는 1의 데이터의 연속을 저장한 파일이다. 대부분의 문서 편집기에서는 파일이 열리지 않거나 글자가 깨진다.

## 같이 보기
- 디스크 블록
- 컴퓨터 파일 관리
- 파일 복사
- 파일 삭제
- 파일 이동
- 파일 디렉터리
- 파일 관리자
- 파일 이름
- 파일 크기
- 파일 시스템
- 플랫 파일
- 소프트 카피